# Sosnowiec
Sosnowiec (tyska Sosnowitz) är en stad i Śląsk vojvodskap i södra Polen. Staden har 220 450 invånare (2009).

## Sport
GKS Płomień Milowice hade sitt säte i staden.